# Viktor Kuz'kin
Viktor Grigor'evič Kuz'kin (in russo Виктор Григорьевич Кузькин?; Mosca, 6 luglio 1940 – Soči, 24 giugno 2008) è stato un hockeista su ghiaccio sovietico.

## Palmarès

### Olimpiadi invernali
- Oro a Innsbruck 1964.
- Oro a Grenoble 1968.
- Oro a Sapporo 1972.

### Mondiali
- Oro a Stoccolma 1963.
- Oro a Tampere 1965.
- Oro a Lubiana 1966.
- Oro a Vienna 1967.
- Oro a Stoccolma 1969.
- Oro a Berna 1971.